# Flaga III Rzeszy
Flaga III Rzeszy (niem. Hakenkreuzfahne – „flaga ze swastyką”, dosłownie „flaga z haczykowatym krzyżem”) – flaga państwowa nazistowskich Niemiec w latach 1935–1945. 
Od 14 marca 1933 do 15 września 1935 w użyciu były dwie flagi: 
- flaga państwowa – flaga niemal identyczna z flagą Związku Północnoniemieckiego i Cesarstwa Niemieckiego – czarno-biało-czerwona (od oryginału różniąca się jedynie proporcjami); oraz
- obowiązkowa flaga partyjna[a] – flaga Narodowosocjalistycznej Niemieckiej Partii Robotników (NSDAP) – czerwona flaga z białym kółkiem, w którym znajduje się prawoskrętna swastyka obrócona pod kątem 45 stopni[b]. Flaga ta stała się na mocy ustaw norymberskich z 1935 roku jedyną oficjalną flagą państwa i pozostawała nią do 23 maja 1945 roku[2].

## Historia

### 1933–1935
Po przejęciu władzy w Niemczech przez NSDAP zakazano używania symboli narodowych Republiki Weimarskiej, w tym konstytucyjnie umocowanej czarno-czerwono-złotej flagi państwowej, która była ściśle związana z demokratycznymi tradycjami Niemiec. 12 marca 1933 roku prezydent Paul von Hindenburg i kanclerz Adolf Hitler wydali dekret, który nakazywał wywieszanie obok siebie starej czarno-biało-czerwonej flagi Związku Północnoniemieckiego i Cesarstwa Niemieckiego sprzed 1919 roku oraz flagi partii nazistowskiej, co miało symbolizować połączenie dziedzictwa Cesarstwa Niemieckiego z „odrodzeniem narodu niemieckiego” pod przywództwem nazistów. W rzeczywistości nowe flagi zostały oficjalnie wprowadzone dopiero 14 marca 1933 roku, choć formalnie ich użycie mogło rozpocząć się wcześniej. 29 kwietnia 1933 roku, minister spraw wewnętrznych Wilhelm Frick wydał dekret, nakazujący, aby wszystkie niemieckie statki handlowe, oprócz czarno-biało-czerwonej flagi na rufie, wywieszały również flagę nazistowską na sztagu lub z prawej burty (w miejscu flag sygnałowych). Co ciekawe, ten nakaz nie dotyczył okrętów wojennych, które nadal używały tylko tradycyjnej bandery i proporca, bez dodatkowej flagi nazistowskiej.
Wzór flagi nazistowskiej został wprowadzony przez Adolfa Hitlera jako flaga partyjna latem 1920 roku. Był to prostokątny płat tkaniny koloru czerwonego o stosunku boków 3:5, z białym kołem z wpisaną w nie czarną swastyką. Początkowo oficjalny opis flagi nazistowskiej przewidywał umieszczenie białego koła ze swastyką pośrodku czerwonego pola. Jednak 20 grudnia 1933 roku wydano dekret umożliwiający stosowanie na morzu alternatywnej wersji flagi, z białym kołem ze swastyką, które nie było umiejscowione centralnie, lecz przesunięte nieznacznie w stronę drzewca. Była to decyzja o charakterze stricte praktycznym, mająca na celu zwiększenie widoczności emblematu (ponieważ gdy flaga powiewa intensywnie, zewnętrzna strona wydaje się krótsza niż ta przy drzewcu, przez co wyśrodkowane białe koło wydaje się bardziej zwrócone w stronę wiatru). Co więcej, podczas gdy lądowa flaga nazistowska miała po obu stronach prawoskrętną swastykę, flaga morska ukazywała na odwrocie lustrzane odbicie swastyki, co skutkowało tym, że z przodu (czyli na awersie) była swastyka prawoskrętna, a z tyłu (czyli na rewersie) – lewoskrętna. Nie wiadomo, kiedy dokładnie zmieniono rewers flagi ze swastyką na morzu, ale można przypuszczać, że zmiana ta została dokonana w ramach przepisów z 20 grudnia 1933 roku. W każdym razie motywy były podobne do tych, które skłoniły do przesunięcia białego koła ze swastyką bliżej drzewca: chodziło o poprawę estetyki (tzw. „proporcji optycznych”) flagi używanej na morzu oraz zwiększenie widoczności kluczowych elementów jej wzoru (poprzez zlikwidowanie ewentualnego rzucania przez swastykę odwróconego cienia na białym okręgu, szczególnie w jasnym świetle słonecznym).

### 1935–1945

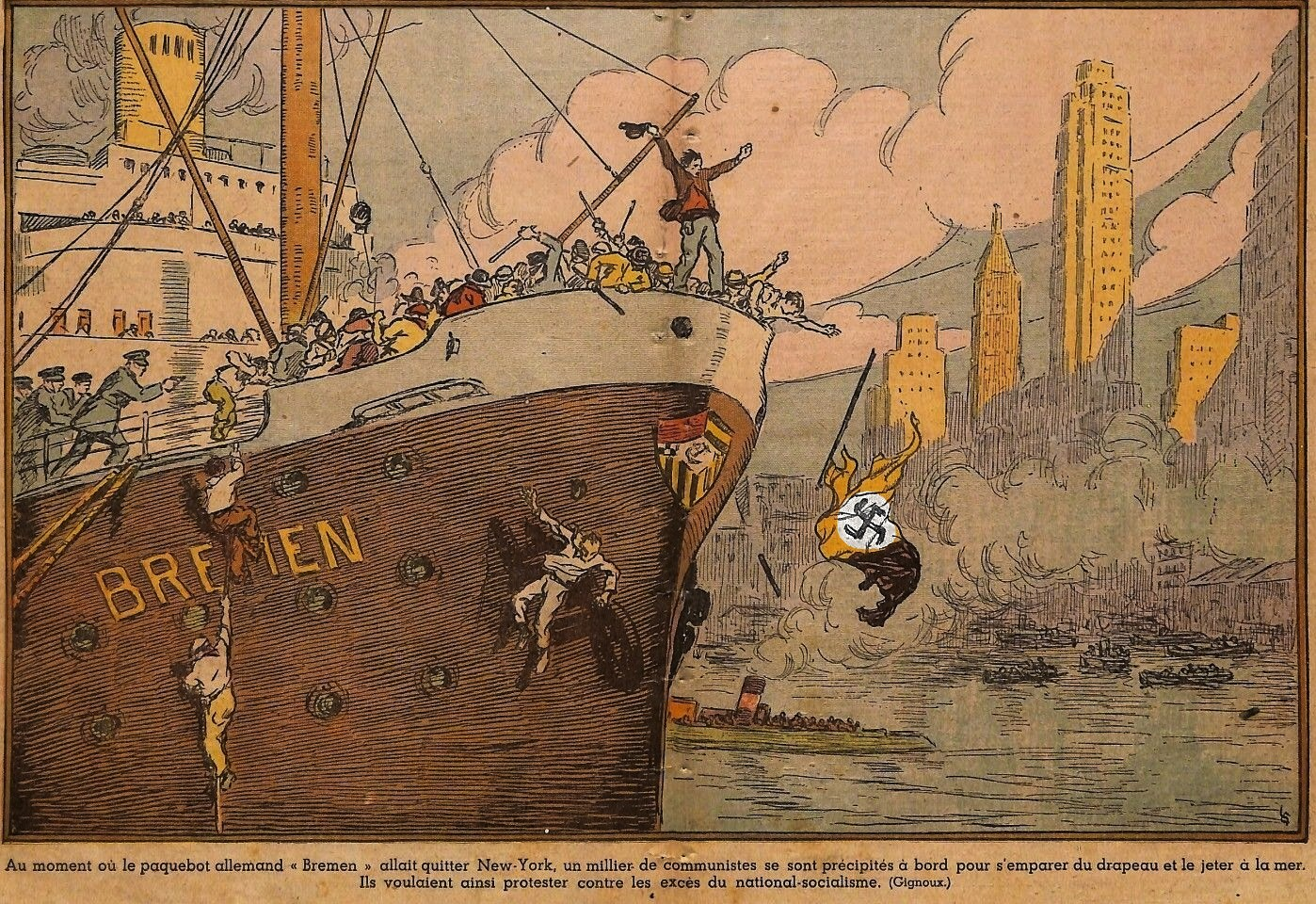
Ilustracja przedstawiająca antyhitlerowskich demonstrantów atakujących „Bremen” zadokowany w porcie w Nowym Jorku, Stany Zjednoczone, 26 lipca 1935 r.

15 września 1935 roku na mocy tzw. ustaw norymberskich flaga ze swastyką stała się jedyną oficjalną flagą III Rzeszy. Zmiana ta była reakcją na szeroko opisywany przez niemiecką prasę incydent, który miał miejsce w Nowym Jorku 26 lipca 1935 roku, gdzie grupa uczestników antynazistowskiej demonstracji wtargnęła na pokład niemieckiego statku pasażerskiego „Bremen” na krótko przed jego odpłynięciem i zerwała z masztu nazistowską flagę ze swastyką. Niemiecki ambasador zaprotestował, twierdząc, że obie flagi (czarno-biało-czerwona i ta ze swastyką) są flagami państwowymi. Strona amerykańska odpowiedziała, że jedynie flaga czarno-biało-czerwona jest flagą narodową, a flaga ze swastyką to flaga partii nazistowskiej, co oznacza, że sprawcy incydentu nie mogą zostać ukarani, ponieważ nie znieważyli flagi państwowej, a jedynie symbol partii politycznej. Ta sytuacja pokazała, że poza Niemcami, cały świat postrzegał flagę ze swastyką jedynie jako symbol partii nazistowskiej, a nie jako flagę państwową. W konsekwencji, by uniknąć dalszych zniewag swastyki za granicą, naziści zdecydowali się na podniesienie jej do rangi jedynej flagi państwowej. Na wyjazdowej sesji Reichstagu w Norymberdze, oprócz antysemickich ustaw „O obywatelstwie Rzeszy” oraz „O ochronie krwi niemieckiej i niemieckiej czci”, uchwalono również również ustawę „O barwach i fladze Rzeszy”, która uznała flagę ze swastyką za jedyną flagę narodową Niemiec, łącząc tym samym państwo i partię nazistowską pod jednym symbolem. Jednocześnie ujednolicono wersję lądową i morską flagi, przesuwając swastykę bliżej drzewca, z wyjątkiem odwrotnej strony flagi morskiej, gdzie pozostawiono lustrzane odbicie swastyki. Flaga z wyśrodkowanym kołem po 1935 roku była używana jedynie przez NSDAP jako flaga partyjna. Po II wojnie światowej, żołnierze alianccy błędnie identyfikowali ją jako flagę narodową, co doprowadziło do pewnego zamieszania i powielania tego błędu w wielu późniejszych publikacjach. Chociaż ustawy norymberskie formalnie nie zakazywały wprost wywieszania starej, czarno-biało-czerwonej flagi, to w praktyce jej wywieszanie stało się surowo karanym przestępstwem. Okólniki wydane przez ministra spraw wewnętrznych Wilhelma Fricka wyraźnie wskazywały, że flaga ze swastyką jest jedyną flagą narodową Niemiec i każdy, kto wywiesza inną flagę zamiast lub obok niej, stawia się poza nawiasem wspólnoty narodowej. Ówczesny przewodniczący Reichstagu, Hermann Göring, uzasadniał zniesienie czarno-biało-czerwonej flagi i zakaz używania jakiejkolwiek innej flagi poza flagą ze swastyką koniecznością „uniemożliwienia reakcjonistom zdegradowania flagi ze swastyką do rangi jedynie partyjnego proporczyka”. Jego słowa sugerowały, że to sami naziści pozwolili na postrzeganie swastyki jako symbolu partyjnego, co w istocie było ukrytym przyznaniem, że przed 15 września 1935 roku flagą państwową III Rzeszy była flaga czarno-biało-czerwona.

### Po II wojnie światowej
8 maja 1945 roku podpisano akt bezwarunkowej kapitulacji niemieckich sił zbrojnych, co oznaczało koniec II wojny światowej w Europie, 23 maja 1945 roku ostatecznie zakończono państwowy byt Rzeszy Wielkoniemieckiej i aresztowano jej ostatni rząd kierowany przez admirała Karla Dönitza, a ZSRR, Stany Zjednoczone, Wielka Brytania i Francja zakazały wszelkiego rodzaju flag nazistowskich we wszystkich czterech strefach okupacyjnych. Niemieckie statki handlowe przejściowo używały jako bandery flagi „C” z Międzynarodowego Kodu Sygnałowego z wyciętym z prawej strony trójkątem równoramiennym, która była w barwach narodowych trzech z czterech zwycięskich mocarstw.
W 1949 roku oba nowo powstałe państwa niemieckie: Republika Federalna Niemiec i Niemiecka Republika Demokratyczna przyjęły czarno-czerwono-złotą flagę, która była używana w pierwszej połowie XIX wieku jako flaga Związku Niemieckiego i symbol rewolucji marcowej (1848), a w latach 1919–1933 jako flaga Republiki Weimarskiej (NRD dodała herb państwowy na środku flagi w 1959 roku). 

## Symbolika
Adolf Hitler wskazał w książce Mein Kampf, że źródłem kolorystyki użytej we fladze NSDAP są barwy flagi Cesarstwa Niemieckiego (a wcześniej także Związku Północnoniemieckiego), która powstała z połączenia kolorów Królestwa Prus (czarny i biały) z kolorami trzech miast hanzeatyckich: Hamburga, Bremy i Lubeki (czerwony i biały). Wykorzystanie tych barw symbolizowało odcięcie się od tradycji demokratycznej Republiki Weimarskiej, używającej czarno-czerwono-złotej flagi. Hitler nadał nową symbolikę barwom cesarskim. Czerwone tło nawiązywało do socjalistycznego czerwonego sztandaru, ze względu na (narodowo)socjalistyczne idee NSDAP, a jednocześnie nowa flaga miała stanowić przeciwwagę dla wyrazistej socjalistycznej symboliki. Biały kolor koła oznaczał nacjonalizm, a swastyka została zaczerpnięta od Towarzystwa Thule, tajnej niemieckiej organizacji rasistowskiej i okultystycznej. Miała ona oznaczać „walkę o zwycięstwo rasy aryjskiej”. Flagę zaprojektował Friedrich Krohn, przy czym kierunek ramion swastyki wybrał Hitler; projekt Krohna był bardzo podobny do koncepcji Hitlera. W pierwszych latach istnienia III Rzeszy (1933–1935) obie flagi – nazistowska oraz jej cesarski pierwowzór – były oficjalnie eksponowane obok siebie. Flaga z poziomymi pasami w kolorach czarnym, białym i czerwonym była postrzegana jako neutralna i apolityczna, uznawana na całym świecie za symbol Niemiec, podczas gdy flaga czerwona z białym kołem i czarną swastyką jednoznacznie kojarzyła się z totalitarnym reżimem Hitlera. Mimo początkowego dopuszczenia kombinacji obu flag, po incydencie na statku „Bremen”, gdzie antyhitlerowscy demonstranci usunęli flagę ze swastyką, pozostawiając tylko cesarską, a amerykański rząd odrzucił protest Niemiec, zdecydowano się na całkowity zakaz używania flagi czarno-biało-czerwonej. Zakaz ten miał na celu podkreślenie, że Niemcy to państwo nazistowskie, a partia nazistowska jest jedynym reprezentantem narodu. Używanie trójkolorowej flagi cesarskiej, nawet w połączeniu z flagą ze swastyką, było surowo karane jako przestępstwo, ponieważ podważało jedność państwa i partii.
Bandera wojenna III Rzeszy (niem. Reichskriegsflagge), wprowadzona w 1933 roku, była identyczna z banderą wojenną Republiki Weimarskiej, ale bez czarno-czerwono-złotego lewego górnego rogu. W 1935 roku, po zakazie używania flagi czarno-biało-czerwonej, została zmieniona na wzór nowej flagi państwowej ze swastyką. Miała zbliżoną symbolikę, wyróżniającą się dodatkowo czarno-białym krzyżem skandynawskim oraz znajdującym się w górnym lewym rogu krzyżem żelaznym. W 1938 roku dokonano niewielkich modyfikacji w wyglądzie bandery.

## Inne flagi III Rzeszy
| Flaga | Lata obowiązywania | Użycie                                                   | Flaga | Lata obowiązywania           | Użycie                                               |
| ----- | ------------------ | -------------------------------------------------------- | ----- | ---------------------------- | ---------------------------------------------------- |
|       | 1935–1945          | Bandera handlowa i proporzec dziobowy marynarki wojennej |       | 1933–1935 (de facto do 1934) | Sztandar Prezydenta III Rzeszy                       |
|       | 1933–1935          | Bandera handlowa                                         |       | 1934–1945                    | Sztandar osobisty Adolfa Hitlera                     |
|       | 1933-1935          | Bandera wojenna i proporzec dziobowy marynarki wojennej  |       | 1933–1935                    | Flaga Ministra Reichswehry                           |
|       | 1935–1938          | Bandera wojenna                                          |       | 1935                         | Flaga Ministra Wojny i Naczelnego Dowódcy Wehrmachtu |
|       | 1938–1945          | Bandera wojenna                                          |       | 1935–1938                    | Flaga Ministra Wojny i Naczelnego Dowódcy Wehrmachtu |
|       | 1933-1935          | Flaga służby państwowej                                  |       | 1936–1945                    | Flaga Ordnungspolizei                                |
|       | 1935-1945          | Flaga służby państwowej                                  |       | 1926–1945                    | Flaga Hitlerjugend                                   |

## Wpływ na inne flagi
Flaga III Rzeszy posłużyła jako wzór dla wielu flag organizacji nacjonalistycznych od czasów III Rzeszy po współczesne. Poniżej znajdują się niektóre z nich.

Flaga bułgarskich ratników
Flaga greckiej partii Złoty Świt
Flaga Kanadyjskiej Partii Jedności Narodowej(inne języki)
Flaga Afrykanerskiego Ruchu Oporu (RPA)
Flaga walońskiego ugrupowania Christus Rex
Flaga Narodowosocjalistycznej Szwedzkiej Partii Robotników(inne języki)
Flaga Narodowosocjalistycznej Holenderskiej Partii Pracy
Flaga Narodowosocjalistycznej Partii Robotniczej Iranu(inne języki)
Flaga Amerykańskiej Partii Nazistowskiej
Flaga Socjalistycznej Partii Rzeszy, działającej w RFN
Flaga Narodowosocjalistycznej Partii Rumunii(inne języki)
Flaga argentyńskiej Partii Nowego Triumfu(inne języki)
Flaga brytyjskiego Towarzystwa 9 Listopada(inne języki)
Flaga Syryjskiej Partii Socjal-Nacjonalistycznej
Flaga Narodowosocjalistycznego Ruchu Chile
Flaga chilijskiego Towarzystwa Nowej Ojczyzny(inne języki)
Flaga Partii Młodzieży Wielkiej Japonii(inne języki)
Flaga Wszechrosyjskiego Obywatelskiego Ruchu Patriotycznego „Rosyjska Jedność Narodowa”(inne języki)
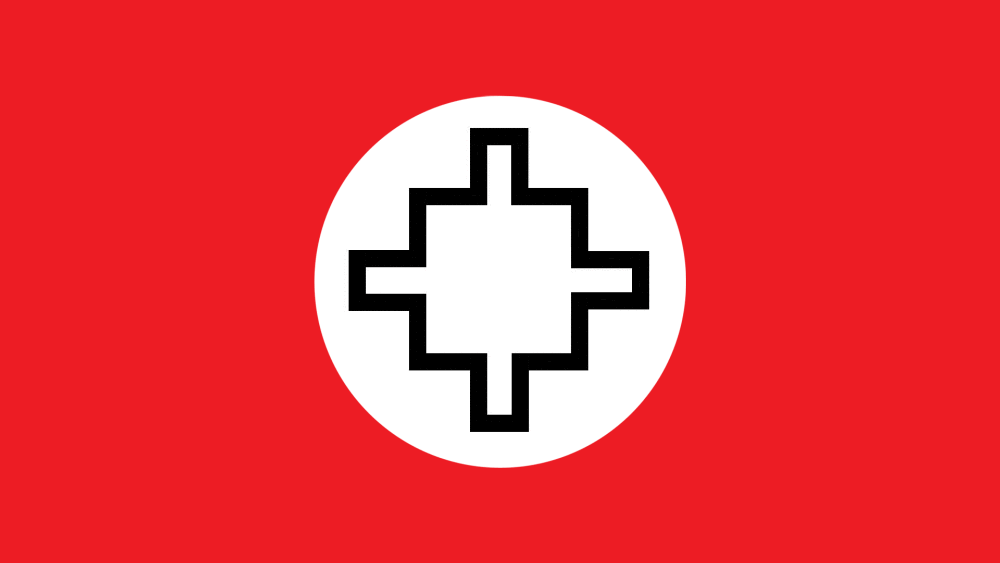
Flaga peruwiańskiego ruchu etnokacerystów(inne języki)
Flaga brazylijskich integralistów
Flaga rosyjskiej Partii Narodowo-Bolszewickiej
Flaga włoskiej organizacji terrorystycznej Nowy Porządek
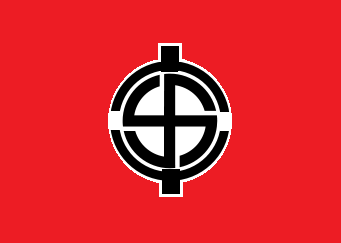
Flaga Narodowosocjalistycznej Japońskiej Partii Robotniczej
Flaga meksykańskiej Narodowej Unii Synarchistycznej(inne języki)
Flaga Frontu Akcji Narodowych Socjalistów/Działaczy Narodowych Niemiec(inne języki)
Flaga węgierskich strzałokrzyżowców
Flaga Rosyjskiej Partii Faszystowskiej
Flaga Brytyjskiej Unii Faszystów
Flaga polskiego Obozu Narodowo-Radykalnego[15][16]
Flaga polskiej organizacji Falanga[15]
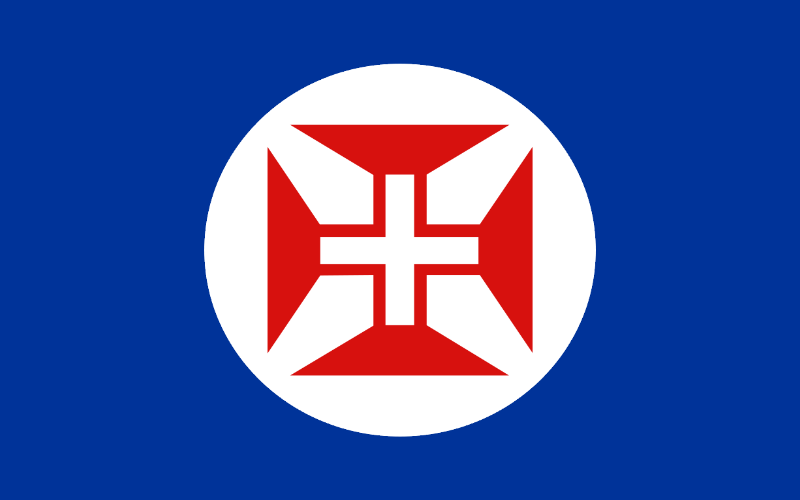
Flaga portugalskich narodowych syndykalistów
Flaga chilijskiego Ruchu Narodowo-Rewolucyjno-Syndykalistycznego(inne języki)